# Prison de Lefortovo
La prison de Lefortovo (en russe : Лефортовская тюрьма) est une prison russe située dans le district homonyme de Moscou. L'origine du nom provient de l'amiral François Le Fort, un proche du Tsar Pierre Ier dit Pierre le Grand. Elle a été construite sur ordre d'Alexandre II dit Le Libérateur et inaugurée en 1881, au début du règne de son fils, le tsar Alexandre III. Son architecture évoque la lettre K en hommage à l'impératrice Catherine II (en russe : Екатерина II)
Lors des Grandes Purges ou Grande Terreur de la seconde moitié des années 1930, le régime stalinien avait placé la prison de Lefortovo sous la tutelle du NKVD de l'URSS. Cet organe répressif, ancêtre du KGB, y pratiqua à grande échelle des interrogatoires par la torture. Sa sinistre réputation perdura sous l'administration du KGB qui continua de l'utiliser comme centre d'isolement et d'instruction judiciaire pour les prisonniers politiques. À la suite de l'effondrement du régime soviétique, la prison passa en 1994 sous l'administration du MVD puis celle du FSB jusqu'en 2005, année de son passage sous la tutelle du ministère de la Justice de la fédération de Russie.

## Prisonniers connus en Occident
- Plusieurs membres du coup d'État avorté de novembre 1917
- Igor Artimovitch
- Vasily Blyukher
- Vladimir Boukovski[3]
- Nicholas Daniloff
- Svetlana Davydova
- Alexander Dolgun
- Dmitri Doudko
- Hugo Eberlein[4]
- Rachid khan Qaplanov, ministre de l'Éducation puis des Finances de la République démocratique d’Azerbaïdjan[5]
- Evguenia Ginzburg
- Nikolaï Glouchkov
- Chingiz Ildyrym (en)
- Ekaterina Kalinina
- Vladimir Kirpichnikov (général)
- Eston Kohver
- Zoya Krakhmalnikova, "dissident"[6]
- Platon Lebedev
- Édouard Limonov
- Alexandre Litvinenko
- Vil Mirzayanov[7]
- Levon Mirzoyan
- Osip Piatnitsky
- Leonid Razvojaïev
- Rokotov-Faibishenko
- Valery Sabline
- Natan Sharansky
- Andreï Siniavski[8]
- Alexandre Soljenitsyne
- Igor Soutiaguine
- Nadejda Oulanovskaïa, épouse d'Alexander Oulanovsky
- Raoul Wallenberg
- Lina Codina, épouse de Serge Prokofiev

## Prisonniers occidentaux
- Bernt Ivar Eidsvig, jeune militant des droits de l'homme norvégien arrêté le 14 juillet 1976. Il est libéré 101 jours plus tard après s'être plié sous la contrainte à une humiliante autocritique[9]. En 2005, il est ordonné évêque d'Oslo.
- Jean-Christian Tirat, jeune reporter français, militant du respect des accords d'Helsinki et des droits de l'homme. Il est arrêté le 1er septembre 1976 et libéré 2 mois plus tard après s'être plié à une humiliante autocritique obtenue selon lui sous la contrainte[10].
- Mathias Rust. Le 28 mai 1987, ce jeune pilote allemand atterrit sur la place Rouge de Moscou avec un petit monomoteur Cessna 172. Il est libéré le 3 août 1988.
- Au cours du conflit russo-ukrainien, Evan Gershkovich, journaliste du Wall Street Journal, y est incarcéré le 30 mars 2023, sous le chef d'accusation jamais démontré d'espionnage. Le 19 juillet 2024, ce journaliste américain d'origine russo-ukrainienne est condamné à 16 ans d'emprisonnement.
- Mai 2024, le juriste binational germano-russe Guerman Moïjes, impliqué notamment dans une association œuvrant pour la sécurisation des cyclistes en Russie, y est incarcéré pour "Haute trahison".